# Hamad bin Isa al-Khalifa
Hamade ou Hamad bin Isa al-Khalifa (em árabe: حمد بن عيسى آل خليفة) (Rifa, 28 de janeiro de 1950) é o atual rei do Barém (desde 2002), tendo sido previamente seu emir (desde 1999). Depois de suceder seu pai, o emir Isa bin Sulman al-Khalifa, trouxe reformas políticas ao reino, que incluíram a libertação de todos os prisioneiros políticos e a concessão às mulheres de direito ao voto, além da criação de eleições para o parlamento. O país é governado pela dinastia al-Khalifa desde 1783.

## Família
O rei e sua esposa Sabika bint Ibrahim al-Khalifa tiveram seis filhos: o príncipe herdeiro Salman bin Hamad bin Isa al-Khalifa, nascido em 21 de outubro de 1969; Abdullah, nascido em 30 de junho de 1975; Khalifa, nascido em 4 de junho de 1977; Najla, nascida em 20 de maio de 1981; Nasser, nascido em 8 de maio de 1987; e Faisal ibn Hamad al-Khalifa, nascido em 12 de fevereiro de 1991, que morreu em um acidente de carro em 13 de janeiro de 2006, aos 15 anos de idade.

## Educação
Frequentou o ensino médio na Leys School em Cambridge, na Inglaterra e, posteriormente, escolas militares no Reino Unido (Sandhurst), e nos Estados Unidos (Fort Leavenworth).